# Mount Webster (New Hampshire)
Der Mount Webster ist ein Berg an der Grenze des Coos Countys zum Carroll County in New Hampshire. Der früher Notch Mountain genannte Berg wurde nach Daniel Webster (1782–1852) benannt und ist der südwestlichste Punkt der Presidential Range in den White Mountains.
Mount Webster ist mit dem Mount Jackson im Nordosten sowie mit dem Mount Willey im Südwesten über die Crawford Notch verbunden.
Die Westseite des Mount Webster entwässert direkt in den Saco River, der in den Golf von Maine bei Saco mündet.
Die nördliche und südöstliche Seite entwässert ebenfalls via Silver Cascade bzw. Webster Brook in den Saco River.
Mount Webster bildet außerdem die westliche Grenze der Presidential Range - Dry River Wilderness.
Der Appalachian Trail, ein 3.500 km langer National Scenic Trail von Georgia nach Maine. verläuft entlang des Bergrückens der Presidential Range über den Mount Webster.